# 卡扎拉人
卡扎拉人（Kazara），是指藏人和尼泊爾人的混血兒，卡扎拉在藏語中意為“混血兒”，在尼泊爾語中，意思是「騾」。他們是在華尼泊爾人，但通常有中國的居留權，並住在西藏。
他們有些在拉薩經營旅館，他們通常能使用尼瓦爾語、藏語、漢語。